# Federal Reserve Reform Act
Der Federal Reserve Reform Act aus dem Jahr 1977 war eine Reform des Federal Reserve System, kurz Fed, in den USA.

## Federal Reserve Reform Act
Mit dem Federal Reserve Reform Act von 1977 wurde die Federal Reserve, welche die Notenbank der USA darstellt, einer Reihe von Reformen unterzogen, die sie für ihre geld- und fiskalpolitischen Maßnahmen rechenschaftspflichtiger machten und mit dem Ziel betrauten, „maximale Beschäftigung, Produktion und Preisstabilität zu fördern“. Das Gesetz hat die Preisstabilität zum ersten Mal ausdrücklich als nationales politisches Ziel festgelegt. Es erforderte auch vierteljährliche Berichte an den Kongress „über die Bandbreite der Geld- und Kreditaggregate für die kommenden 12 Monate“. Außerdem wurde die Auswahl der Direktoren der Reservebanken der Klassen B und C geändert. Diskriminierung aufgrund der Rasse, des Glaubens, der Hautfarbe, des Geschlechts oder der nationalen Herkunft wurden verboten, und die Zusammensetzung der Direktoren musste die Interessen von „Landwirtschaft, Handel, Industrie, Dienstleistungen, Arbeitnehmern und Verbrauchern“ vertreten. Das Federal Reserve Act, mit dem die Federal Reserve 1913 gegründet wurde, erwähnte weder Dienstleistungen noch Arbeitskräfte und Verbraucher. Schließlich wurde durch das Gesetz die Bestätigung der Vorsitzenden und stellvertretenden Vorsitzenden des Obersten Rates der Federal Reserve durch den Senat eingeführt. Der Federal Reserve Reform Act machte die Federal Reserve transparenter für die Aufsicht des Kongresses.

## Historischer Kontext und Ziele
Ein Großteil des Textes des Federal Reserve Reform Act bezieht sich darauf, dass der US-Kongress seine Kontrollbefugnis über die Federal Reserve ausnutzt, um seine monetären Ziele offenzulegen. Seit der Verabschiedung des Kongressbeschlusses 133 im Jahr 1975 hatte das Federal Open Market Committee die langfristigen Geldmengenaggregate M1, M2 und M3 angekündigt. Diese Politik wurde im Federal Reserve Reform Act kodifiziert. Der Kongress verabschiedete diese Politik in der Annahme, dass die Maßnahmen der Federal Reserve das Geschäftsklima direkt beeinflussten, und er wollte die Versuche der Federal Reserve, diese zu ändern, im Auge behalten. Führende Vertreter der Federal Reserve, die Einwände erhoben, waren nicht unbedingt von einem Verlangen nach Geheimhaltung motiviert. Sie waren vielmehr der Ansicht, dass die Offenlegung der Ansichten der Federal Reserve die Umsetzung ihrer Pläne in der Zukunft erschwere, da die Märkte auf die Pläne der Federal Reserve reagieren und die Prognosen der Federal Reserve ändern würden. Bestimmte Marktakteure würden die Offenlegungen der Federal Reserve nutzen, um rentable Investitionen zu tätigen, die die Marktergebnisse verändern und die Maßnahmen der Federal Reserve neutralisieren würden. Darüber hinaus argumentierte die Federal Reserve, dass dieser Vorteil einigen wenigen Personen zugute käme, die nicht im öffentlichen Interesse wären. Dies war der Grund, warum die Federal Reserve die Ziele für das Geldwachstum bis in die Volcker-Jahre regelmäßig überschritt.